# Lorentziella
Lorentziella är ett släkte av bladmossor. Lorentziella ingår i familjen Gigaspermaceae.
Kladogram enligt Catalogue of Life:
| Lorentziella | \| \| Lorentziella imbricata \| \| \| \| \| \| Lorentziella uruguensis \| \| \| \| |
|              | \| \| Lorentziella imbricata \| \| \| \| \| \| Lorentziella uruguensis \| \| \| \| |
|              | Chamaebryum                                                                        |
|              |                                                                                    |
|              | Costesia                                                                           |
|              |                                                                                    |
|              | Gigaspermum                                                                        |
|              |                                                                                    |
|              | Neosharpiella                                                                      |
|              |                                                                                    |
|              | Oedipodiella                                                                       |
|              |                                                                                    |
|              | Lorentziella imbricata                                                             |
|              |                                                                                    |
|              | Lorentziella uruguensis                                                            |
|              |                                                                                    |

|  | Lorentziella imbricata  |
|  |                         |
|  | Lorentziella uruguensis |
|  |                         |